# Trader Joe's
Trader Joe's é uma rede estadunidense de supermercados com sede em Monróvia, Califórnia. A rede possui 564 lojas nos Estados Unidos.
A primeira loja Trader Joe's foi inaugurada em 1967 pelo fundador Joe Coulombe em Pasadena, Califórnia. A rede foi vendida ao fundador da Aldi, Theo Albrecht em 1979, que a possuiu até sua morte em 2010, quando a propriedade passou para seus herdeiros. A empresa possui escritórios em Monróvia, Califórnia, e Boston, Massachusetts.

## História
Trader Joe's leva o nome de seu fundador, Joe Coulombe. A empresa começou em 1958 como uma rede da área da Grande Los Angeles conhecida como lojas de conveniência Pronto Market. Coulombe sentiu que os Pronto Markets originais eram muito semelhantes ao 7-Eleven, que ele descreveu como o "gorila de 800 libras das lojas de conveniência", e estava preocupado com a possibilidade de a concorrência ser muito acirrada.
Joe Coulombe, homônimo da marca, morreu em 2020. Seu livro de memórias e guia de negócios, Becoming Trader Joe, foi publicado em 2021.

## Localizações

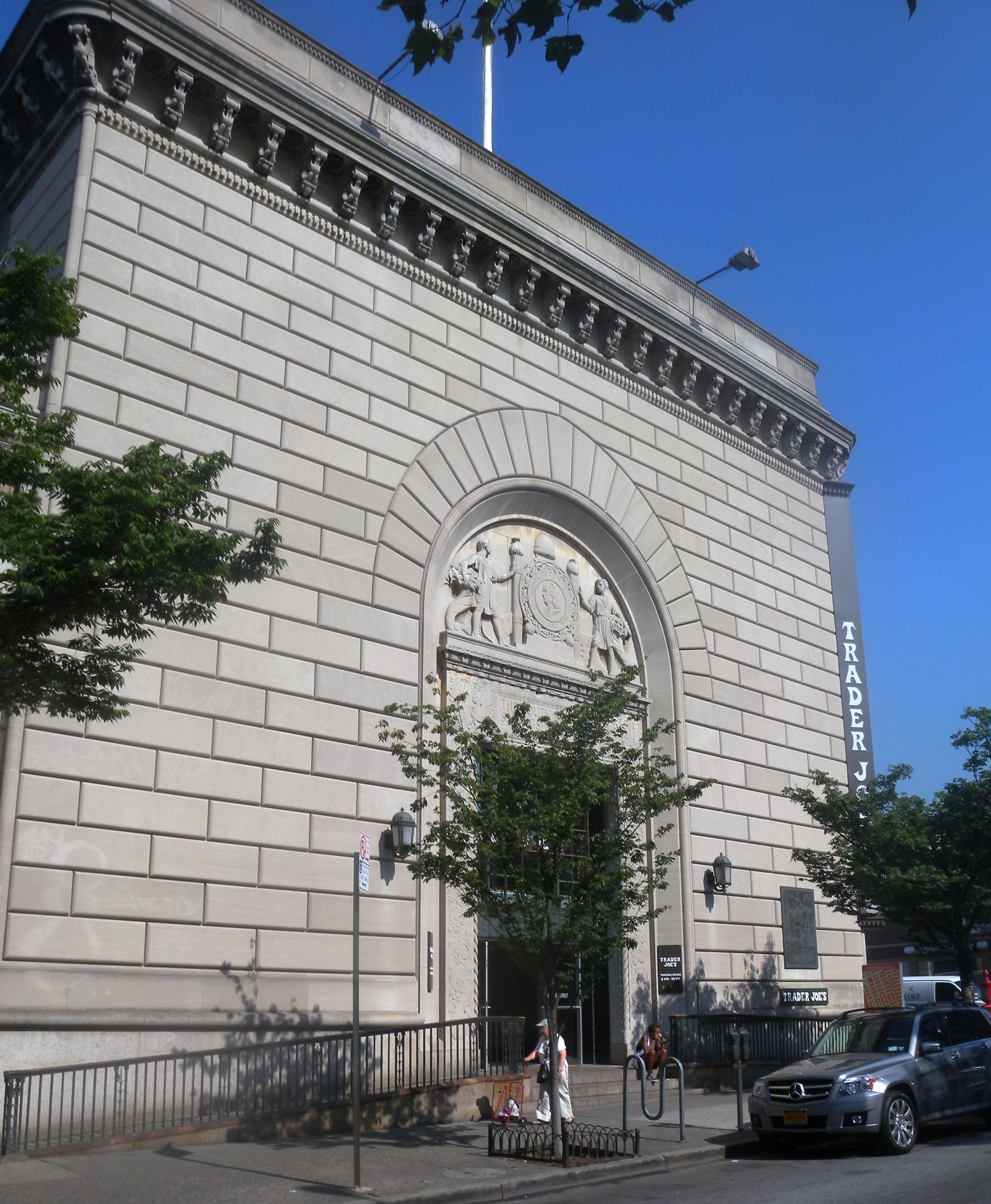
Loja Trader Joe's em Cobble Hill, Brooklyn, Nova York, construída em um prédio de banco convertido

Em 31 de Outubro de 2023, o Trader Joe's tinha 564 lojas em 42 estados dos Estados Unidos, com lojas sendo adicionadas regularmente. A maioria dos locais tinha em média entre 10.000 e 15.000 pés quadrados (1.400 m2). A Califórnia tem o maior número de lojas, com 193 abertas no estado. O local mais movimentado da rede é a loja 72nd & Broadway, no Upper West Side de Manhattan. A localização do menor Trader Joe fica no bairro de Back Bay, em Boston, Massachusetts, na Boylston St.